# Adrian Gomboc
Adrian Gomboc, né le 20 janvier 1995, est un judoka slovène en activité évoluant dans la catégorie des moins de 66 kg (poids mi-légers). Il a remporté la médaille d'or des championnats d'Europe 2018 dans sa catégorie.

## Palmarès

### Palmarès international
| Année | Compétition           | Lieu     | Résultat | Catégorie      |
| ----- | --------------------- | -------- | -------- | -------------- |
| 2017  | Championnats d'Europe | Varsovie | 2e       | Moins de 66 kg |
| 2018  | Championnats d'Europe | Tel Aviv | 1er      | Moins de 66 kg |